# Chelva
Chelva è un comune spagnolo di 1 489 abitanti situato nella comunità autonoma Valenciana. Situato nell'entroterra della provincia di Valencia, nella comarca de Los Serranos, anche conosciuta come "Alto Turia". Il suo nome dà il titolo al Foglio 666 della Mappa Topografica Nazionale. 
È a circa 68 km da Valencia via CV-35 (Valencia-Ademuz).

## Geografia
I punti più alti del territorio municipale sono il picco de La Atalaya (1.157 m), sulla strada verso Villar de Tejas da Chelva e vicino alla cittadina di Benagéber, e il Cerro de la Nevera (1.205 m) a nord, vicino ai comuni di La Yesa, Andilla e Abejuela (già nella provincia di Teruel).
Il nucleo urbano di Chelva è a 450 m sul livello del mare. Il clima principale è il clima mediterraneo, con estati calde e inverni freschi, di tipo semiarido. 
Il territorio municipale è attraversato dal fiume di Chelva, noto come Tuéjar, che passa a sud del nucleo abitato, e il Turia, ancora più a sud. 

## Monumenti

### Monumenti religiosi
- Chiesa della Santa Croce. La chiesetta, restaurata nel 2007, è sorta nel 1370 come moschea nel quartiere mudejar-moresco del Arrabal de Benaeça. Insieme a quella di Simat de la Valldigna, sono le due uniche di quest'epoca dell'intera Comunità Valenciana, essendo quella di Chelva la più antica. L'interno conserva la sua struttura originale, alla quale solo è stato aggiunto un altare e una torre campanaria. È stata consacrata alla Santa Croce nel 1525.

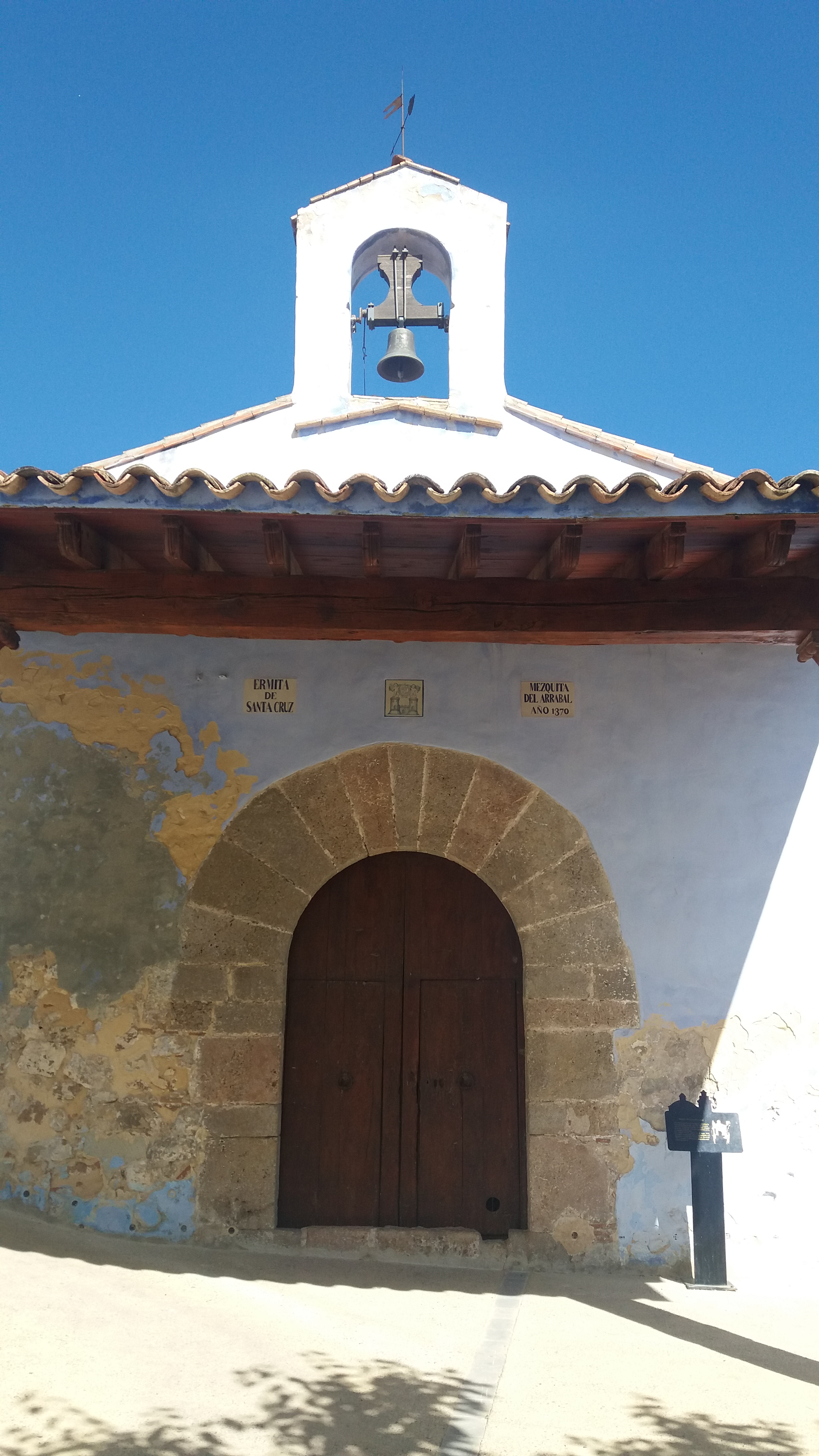
Facciata della Chiesa della Santa Croce, Chelva.